# 木村圭佑
木村 圭佑（冬扇）（きむら けいすけ〈トーセン〉、1984年9月17日（40歳） - ）は、日本の元ダンサー。冬扇はダンスの際に用いた名前である。
鳥取県西伯郡日吉津村生まれ。身長172cm。鳥取県立米子西高等学校卒、鳥取県立米子東高等学校専攻科修了、筑波大学体育専門学群卒業。
KKC杯コンテストにおいて最優秀賞、2006年の大会で準グランプリ受賞を始め、団体では2004年、2006年のAJDF-kobeにおいて文部科学大臣賞を受賞、その他数々の舞台に出演した。
成人映画『美熟母』に出演した俳優の木村圭佑は別人。

## 略歴

### 第4頸椎脱臼骨折からの復帰
- 高校時代、プールの飛び込みにより首の骨を骨折。一時は全身麻痺に陥るも、2年以上のリハビリにより奇跡的な回復を遂げる。のち、筑波大学へダンスで入学。大学日本一受賞までの密着ドキュメントがNHKより放映され反響を呼ぶ。
- 現在は日本を拠点に世界各地で精力的に活動中。

### 野球部時代
- 小学校2年生の秋から野球を始め、中学へ進学後は、外部の硬式野球チーム（ボーイズリーグ）に所属する。
- 鳥取県立米子西高等学校へ進学し硬式野球部に入部。のちエアロビクスインストラクターになるために3年春に退部。

### エアロビクス時代
- 野球部時代に通っていたスポーツクラブにて行っていたエアロビクスに本格的に取り組む。
- 高校生の時、島根県松江市の養成コースに入学しエアロビクスインストラクターを目指すも、エアロビクスインストラクターの試験目前に首を骨折（上記）し、断念。

### ダンス時代
- 趣味として普段よりダンスを習っていた。ジャンルはジャズダンス、HIPHOP、クラシックバレエなどを中心とする。
- 高校時代は日本チャンピオン経験者のリッキーの下で学び、数々の舞台に出演する。
- 脱臼骨折（上記）によりこちらも一時中断するが、リハビリも兼ねて再開。筑波大学へ入学するために本格的に再開し、翌年ジャズダンスで筑波大学へ入学。
- 2004年AJDF-kobeにて文部科学大臣賞受賞。
- 2005年、野球部時代より痛めていた膝の半月板を手術。ダンス部を退部。
- 2006年、AJDF-kobeに男子要員として出場し復帰。文部科学大臣賞受賞。直後、日本語教師になるための勉強をするため、ダンスから離れる。

## エピソード
- ダンスの際に用いた愛称「トーセン」は四字熟語「夏炉冬扇」からきている。
- 高校は県内でも進学校だったが、筑波大学への進学希望を伝えた時、当時の国語教師（東大卒）から「無理ですよ」と鼻で笑われ、奮起した。負けず嫌いな性格ゆえ、これがなかったら筑波大学に入れなかったと、後に本人が語っている。